# Polizeiakte 909
Polizeiakte 909 ist ein deutscher Spielfilm aus dem Jahre 1933 von Robert Wiene, dessen letzte deutsche Inszenierung dies war. Liane Haid, Viktor de Kowa und Valéry Inkijinoff spielen die Hauptrollen. Die Geschichte basiert auf Melchior Lengyels Bühnenstück Taifun (1909).

## Handlung
Dr. Nitobe Tokeramo, ein in Paris lebender Japaner, ist für sein Land in wichtiger Mission unterwegs. Freunde und Bekannte von ihm sehen jedoch mit Befremden, dass sich Tokeramo in letzter Zeit mehr und mehr den privaten Genüssen anstatt dem wichtigen Auftrag hingibt. Seine Begeisterung gilt derzeit vor allem einem kleinen Kabarett im Pariser Stadtviertel Montmartre, der „Weißen Lilie“. Hier tritt die attraktive Chansonsängerin Helene Laroche auf. Obwohl Helene mit dem Revolverblatt-Journalisten Charles Renard-Brinski bereits seit zwei Jahren einen Freund hat, fühlt sie sich auf unerklärliche Weise dem exotisch wirkenden Tokeramo hingezogen. Helene und der Japaner verleben in der Folgezeit gemeinsam glückliche Wochen, doch erlebt die Französin den Mann aus Fernost trotz aller Zuneigung als schwer ergründlich, als ein Mann, der ihr in seiner Verschlossenheit letztlich stets ein Fremder bleiben wird.
Tokeramos engster Vertrauter Yoshikawa erinnert ihn eines Tages daran, weshalb er in Paris ist und dass er seinen Dienstauftrag nicht länger vernachlässigen dürfe. Als prinzipienfester und disziplinierter Japaner kappt Tokeramo daraufhin die Beziehung zu Helene, was diese zutiefst trifft. Helene mag diese Entscheidung nicht akzeptieren und versucht ihn dazu zu bewegen, selbige zu revidieren. Helene erinnert Tokeramo daran, dass er doch gesagt habe, dass er sie liebe, und der Japaner erwidert daraufhin, dass genau dies der Grund sei, weshalb er sich von ihr trenne, da er ihrer Seele keinen Schaden zufügen möchte. Helene gerät daraufhin emotional außer Rand und Band, Liebe schlägt in Hass um. Ihr ganzes Verlangen will nur noch eins: Tokeramo möglichst großen Schaden zufügen. Und so nimmt sie eines Tages ein japanisches Dokument an sich, das später in die Hände des wenig skrupelbehafteten Krawalljournalisten Renard-Brinski gerät.
Renard-Brinski plant daraus, seinen eigenen Nutzen zu ziehen und versucht, mit eben diesem Dokument Tokeramo zu erpressen. Bald kommt es zu einem regelrechten Zweikampf zwischen diesen beiden grundverschiedenen Männer, die nur eines eint: ihre leidenschaftliche Liebe zu Helene. Dies ist auch der wahre Grund, weshalb beider Begegnung extrem eskaliert. Im Zorn legt Tokeramo seine Hände um Renard-Brinskis Hals und erwürgt diesen. Da Tokeramos Mission aber zu wichtig ist, um an einem von privaten Motiven geleiteten Akt höchster Passion zu scheitern, nimmt nach längerer Beratung einer seiner japanischen Freunde gern die Schuld auf sich, sodass Tokeramo weiterhin unbehelligt bleibt. Sein Landsmann Inose Hironari ist dieser Opferbereite und muss, nachdem das Gericht ausgetrickst wurde, anstatt Tokeramo eine langjährige Haftstrafe antreten. Tokerami verabschiedet sich japanisch höflich-distanziert von Helene, denn er will rasch seine Mission zu Ende bringen, um sich anschließend freiwillig der Justiz zu stellen.

## Produktionsnotizen
Polizeiakte 909 entstand ab Anfang Januar bis Mitte Februar 1933 unter dem Titel Taifun im Terra-Glashaus in Berlin-Marienfelde. Die für Deutschland geplante Uraufführung wurde sehr lange zurückgestellt, da inmitten der Dreharbeiten die Nationalsozialisten die Macht übernommen hatten und es sich beim Regisseur Wiene um einen prominenten Juden handelte. Daraufhin wurde der Film mutmaßlich am 16. März 1933 in Ungarn uraufgeführt, die österreichische Erstaufführung erfolgte ungekürzt unter dem Originaltitel Taifun in Wien am 25. August 1933. Im Deutschen Reich verbot die Zensurbehörde die Aufführung von Taifun am 30. August 1933. Erst nach einer Reihe von Schnitten und Nachaufnahmen durfte der Film auch in Deutschland gezeigt werden und erhielt nunmehr den neuen Titel Polizeiakte 909. Die deutsche Erstaufführung erfolgte am 27. Juli 1934 in Berlins Primus-Palast. Der Name Robert Wienes wurde im Vorspann nicht erwähnt.
Artur Schwarz entwarf die Filmbauten, für den Ton sorgte Emil Specht. Aufnahmeleiter war Conny Carstennsen.
Alternativtitel sind Der Fall Tokeramo und Sturm über Asien.

## Kritik
Die Österreichische Film-Zeitung schrieb: „‚Taifun‘ ist in seinen Grundzügen dem bekannten Bühnenstück Melchior Lengyels entnommen und hat sich auch in seiner den Erfordernissen des Films angepaßten veränderten Gestalt als wirksames Sujet erwiesen. (…) In dem von Robert Wiene inszenierten Film ist Inkischinoff als Darsteller Tokeramos vorzüglich am Platz, seine Partnerin ist Liane Haid, die neue Nuancen ihres Könnens zeigt.“